# Фербанкс
Фербанкс (енгл. Fairbanks) град је у САД у савезној држави Аљаска, у округу Фербанкс Северна Звезда. Други је по величини град на Аљасци, послије Енкориџа. Налази се у унутрашњости Аљаске, на реци Чина, у близини највишег врха Сјеверне Америке Маунт Макинлија. 576 км је удаљен од Енкориџа и три сата летом од Сијетла.

## Географија
Према Кепеновој класификацији климе, Фербанкс има субарктичка климу, са екстремним варијацијама температуре, честим невременима праћеним тучом и снежним олујама, чак и усред лета. Зима је веома дуга и траје од октобра до средине априла. Најнижа температура измерена је 14. јануару 1934. и износила је -54,4 °C. Просечна температура у јануару се креће између -28 и -19 °C. Љета су изразито врућа, са температурама често преко 30 °C. Просечна температура у јулу је између 12 и 22 °C, а највиша температура измерена је 28. јула 1919. и износила је 37,2 °C. Као специфичност поларне климе, између летњег и зимског солстиција су екстремне разлике у дужини дневне светлости: 21. јуна дан траје 21 сат и 49 минута, док 21. децембра траје само 2 сата и 42 минуте.
Укупна површина градског подручја је 84,6 km² (82,5 km² копна и 2,1 km² водених површина).
Поларна светлост (Аурора бореалис) може се видети око 200 дана у години, што је једна од главних туристичких атракција Фербанкса и околног подручја.
| Клима Фербанкса             | Клима Фербанкса | Клима Фербанкса | Клима Фербанкса | Клима Фербанкса | Клима Фербанкса | Клима Фербанкса | Клима Фербанкса | Клима Фербанкса | Клима Фербанкса | Клима Фербанкса | Клима Фербанкса | Клима Фербанкса | Клима Фербанкса |
| Показатељ \ Месец           | .Јан.           | .Феб.           | .Мар.           | .Апр.           | .Мај.           | .Јун.           | .Јул.           | .Авг.           | .Сеп.           | .Окт.           | .Нов.           | .Дец.           | .Год.           |
| --------------------------- | --------------- | --------------- | --------------- | --------------- | --------------- | --------------- | --------------- | --------------- | --------------- | --------------- | --------------- | --------------- | --------------- |
| Апсолутни максимум, °C (°F) | 10 (50)         | 8,3 (46,9)      | 13,3 (55,9)     | 23,3 (73,9)     | 31,7 (89,1)     | 35,6 (96,1)     | 37,2 (99)       | 33,9 (93)       | 28,9 (84)       | 22,2 (72)       | 12,2 (54)       | 6,7 (44,1)      | 37,2 (99)       |
| Средњи максимум, °C (°F)    | –17,9           | –13,3           | –3,9            | 6,4 (43,5)      | 15,9 (60,6)     | 21,6 (70,9)     | 22,8 (73)       | 19,1 (66,4)     | 12,4 (54,3)     | 0,3 (32,5)      | –11,6           | –15,9           | 2,9 (37,2)      |
| Просек, °C (°F)             | 0 (32)          | 1 (34)          | 6 (43)          | 11 (52)         | 17 (63)         | 22 (72)         | 25 (77)         | 24 (75)         | 20 (68)         | 14 (57)         | 8 (46)          | 3 (37)          | 12,6 (54,7)     |
| Средњи минимум, °C (°F)     | −28,3 (−18,9)   | −26,4 (−15,5)   | −19,3 (−2,7)    | –6,8            | 2,7 (36,9)      | 9,2 (48,6)      | 11,1 (52)       | 7,9 (46,2)      | 1,5 (34,7)      | –9,1            | –21,4           | –26,2           | –8,8 (−18,9)    |
| Апсолутни минимум, °C (°F)  | −54,4 (−65,9)   | −50 (−58)       | −48,9 (−56)     | −41,1 (−42)     | –19,4           | –2,2            | 0 (32)          | –7,2            | –16,1           | −32,8 (−27)     | −43,3 (−45,9)   | −52,8 (−63)     | −54,4 (−65,9)   |
| Количина падавина, mm (in)  | 14,2 (5,59)     | 9,1 (3,58)      | 7,1 (2,8)       | 5,3 (2,09)      | 15 (5,9)        | 36 (14,2)       | 43,9 (17,28)    | 44,2 (17,4)     | 28,4 (11,18)    | 23,4 (9,21)     | 17,3 (6,81)     | 18,8 (7,4)      | 262,6 (103,39)  |
| Извор: World Weather        |                 |                 |                 |                 |                 |                 |                 |                 |                 |                 |                 |                 |                 |

## Историја
Град су основали Феликс Педро, италијански досељеник и трагач за златом, и Елбриџ Труман Барнит, трговац. Педро је 1902. пронашао злато у подручју данашњег Фербанкса, а Барнит је на том месту изградио трговачку постају. Као и дргудје, у доба златне грознице, врло брзо је основан град, и то 10. новембра 1903. године, а Барнит је изабран за првог градоначелника. Град је добио име у част Чарлса В. Фербанкса, сенатора и каснијег потпредседника САД.

## Становништво
Према попису из 2000те било је 30.224 становника, 11.075 домаћинстава и 7.187 породица који живе у граду. Густина насељености 948,7 становника по квадратном километру (366.3/км ²). Расни састав града је био: 66,67% белаца, 13,10 Афроамериканаца, 9,91% Индијанаца, 6,13% Хиспанаца, 2,72% Азијата итд. Од 11.075 домаћинстава, 39,9% је имало децу испод 18 година, 47,2% су брачни парови који живе заједно, 12,6% је удовица, а 35,1% без породица. 27,4% свих домаћинстава су чинили појединци, а 6% је имало некога ко има 65 година.
Просечна старост становништва је 28 година, 29,4% је млађе од 18 година, 14,7% је старо од 18 до 24 године, 32,8% од 25 до 44, 16,4% од 45 до 64, а 6,6% је оних који су старији од 65 година. На сваких 100 жена било је 105.3 мушкараца.
Просечна зарада по домаћинству у граду била је $ 40.577. Приход по глави становника у Фербанксу 2008. је био $ 19.814.
| Година | Становништво |
| ------ | ------------ |
| 1910   | 3.541        |
| 1920   | 1.155        |
| 1930   | 2.101        |
| 1940   | 3.455        |
| 1950   | 5.771        |
| 1960   | 13.311       |
| 1970   | 14.711       |
| 1980   | 22.645       |
| 1990   | 30.843       |
| 2000   | 30.224       |

## Индустрија
Главне економске делатности су транспорт, рударство и туризам. У Фербанксу је такође војна база са 8000 људи. У околини града су такође налазишта земног гаса и нафте.